# GIVE YOU MY LOVE
「GIVE YOU MY LOVE」（ギヴ・ユー・マイ・ラヴ）は、久保田利伸の6枚目のシングル。1990年6月21日に発売された。発売元はCBS/SONY。

## リリース
1990年6月21日に、CBS/SONYからリリースされた。

### 再発盤
2005年8月24日にマキシシングルにて再発売された。

## 収録曲
| 全作詞: Brother Korn、全作曲: 久保田利伸、全編曲: 久保田利伸, 柿崎洋一郎。 |                                       |              |            |      |
| #                                                                          | タイトル                              | 作詞         | 作曲・編曲 | 時間 |
| 1.                                                                         | 「GIVE YOU MY LOVE」                  | Brother Korn | 久保田利伸 | 4:17 |
| 2.                                                                         | 「GIVE YOU MY LOVE」(The Vicious Mix) | Brother Korn | 久保田利伸 | 4:10 |
| 合計時間:                                                                  | 合計時間:                             | 8:27         |            |      |

## タイアップ
| # | 曲名                 | タイアップ                  | 出典 |
| - | -------------------- | --------------------------- | ---- |
| 1 | 「GIVE YOU MY LOVE」 | Asahi『バヤリース』CMソング |      |